# Kanaal Blaton-Aat
Het Kanaal Blaton-Aat verbindt Blaton met Aat gelegen aan de gekanaliseerde Dender. Bij de bouw in het midden van de 19e eeuw was het in Blaton verbonden met het Kanaal Pommeroeul-Antoing dat sindsdien vervangen werd door het Kanaal Nimy-Blaton-Péronnes.

## Sluizen
Het totale hoogteverschil tussen Blaton en Aat bedraagt 56,39 meter. Het wordt overwonnen door 21 sluizen, 10 opwaarts op het traject Blaton-Stambruges, waar het hoogste punt bereikt wordt en 11 neerwaarts op het traject Belœil-Aat.
- hoogte te Blaton : 33,00 m
- hoogte te Stambruges : 60,39 m (hoogste punt)
- hoogte te Ath : 31,39 m
- Blaton : sluis nr.1 van 41,19 m x 5,13 m - verval van 2,85 m
- Blaton : sluis nr.2 van 41,21 m x 5,15 m - verval van 2,82 m
- Blaton : sluis nr.3 van 41,30 m x 5,13 m - verval van 2,79 m
- Blaton : sluis nr.4 van 41,11 m x 5,15 m - verval van 2,79 m
- Blaton : sluis nr.5 van 41,18 m x 5,13 m - verval van 2,79 m
- Blaton : sluis nr.6 van 41,17 m x 5,11 m - verval van 2,79 m
- Grandglise : sluis nr.7 van 41,21 m x 5,14 m - verval van 2,79 m
- Grandglise : sluis nr.8 van 41,25 m x 5,18 m - verval van 2,79 m
- Grandglise : sluis nr.9 van 41,21 m x 5,11 m - verval van 2,79 m
- Stambruges : sluis nr.10 van 41,24 m x 5,15 m - verval van 2,79 m
- Belœil : sluis nr.11 van 41,05 m x 5,14 m - verval van 2,90 m
- Belœil : sluis nr.12 van 41,20 m x 5,16 m - verval van 2,90 m
- Belœil : sluis nr.13 van 41,15 m x 5,17 m - verval van 2,90 m
- Belœil : sluis nr.14 van 41,08 m x 5,16 m - verval van 2,90 m
- Ladeuze : sluis nr.15 van 41,10 m x 5,16 m - verval van 2,90 m
- Maffle : sluis nr.16 van 41,10 m x 5,16 m - verval van 2,90 m
- Maffle : sluis nr.17 van 41,10 m x 5,12 m - verval van 2,90 m
- Maffle : sluis nr.18 van 41,22 m x 5,15 m - verval van 2,90 m
- Aat : sluis nr.19 van 41,19 m x 5,17 m - verval van 2,90 m
- Aat : sluis nr.20 van 41,18 m x 5,11 m - verval van 2,90 m
- Aat : sluis nr.21 van 42,02 m x 5,08 m - verval van 2,93 m

## Trafiek
Het kanaal kende zijn hoogtepunt in de jaren na de Eerste Wereldoorlog toen er op jaarbasis zowat 1 miljoen ton vervoerd werd (voornamelijk steenkool). Ondertussen kent het al lang een sluimerend bestaan, en de trafiek is tijdens de laatste 20 jaar vrijwel tot nul teruggelopen.
- 1987 - Tonnage: 38.600 Ton - Aantal schepen: 339
- 1990 - Tonnage: 27.400 Ton - Aantal schepen: 224
- 2000 - Tonnage: 12.700 Ton - Aantal schepen: 149
- 2004 - Tonnage: 2500 Ton - Aantal schepen: 29
- 2005 - Tonnage: 1470 Ton - Aantal schepen: 47

## Informatie
- Canal Blaton-Ath (Frans)
- Canal Blaton-Ath (Nederlands)
- Canal Blaton-Ath et Dendre canalisée